# Tavares Bolden
Tavares Bolden (* 8. Juni 1979) ist ein ehemaliger US-amerikanischer American- und Canadian-Football-Spieler. Er spielte drei Saisons auf der Position des Quarterbacks in der Canadian Football League (CFL).

## Karriere
Zwischen 1998 und 2001 besuchte er die University of Toledo, wo er für deren Footballmannschaft College Football spielte. Mitte der Saison 1999 übernahm er die Rolle des Starting-Quarterback und führte die Rockets in den folgenden 29 Spielen zu einer 24-5-Bilanz. 2000 konnte er mit den Rockets die MAC West gewinnen und wurde ins First-team All-MAC gewählt. Er vervollständigte 57 Prozent seiner Pässe für 1.597 Yards und 13 Touchdowns gegen nur vier Interceptions. Er lief auch für 464 Yards, im Durchschnitt 5,3 Yards, und fünf Touchdowns. Im folgenden Jahr wurde er mit den Rockets Conference-Sieger und wurde ins Second-team All-MAC gewählt. Er beendete 214 seiner 319 Pässe und stellte damit einen MAC-Rekord für den Vervollständigungprozentsatz (67,1 %) auf. Er warf für 2.466 Yards und 13 Touchdowns und lief auch für 335 Yards und vier Touchdowns. Nach dem College zeigten mehrere Teams der Canadian Football League Interesse an Bolden. Er verbrachte die folgenden drei Saisons bei den Montreal Alouettes.
2015 wurde Bolden in die Varsity 'T' Hall of Fame aufgenommen.